# Reinaldo Muñoz Pedroza
Reinaldo Muñoz Pedroza (geboren 28. November 1971 in Caracas) ist der amtierende Generalstaatsanwalt von Venezuela (Procurador General de la República).

## Leben
Pedroza ist bereits längere Zeit in der Politik aktiv, sein erstes politisches Amt war das des Generaldirektors der Rechtsabteilung des Ministeriums für Landwirtschaft, er war beteiligt an der systematischen Enteignung von Land zur Zeit des Chavismus. 2011 wurde er Generaldirektor der Rechtsabteilung beim Vizepräsidenten. Er übernahm in den 2010er Jahren viele hohe Ämter in enteigneten venezolanischen Unternehmen, wie Kaffeedahea Fama de America. 2011 wurde er Mitglied der Junta. 2013 wurde er Sekretär für den Rat der Minister für das Revolutionsministerium. Im Jahr 2015 wurde er von der Nationalversammlung zum Generalstaatsanwalt ernannt und 2021 bestätigt.

## Sanktionen
Am 15. April 2019 sanktionierte das kanadische Außenministerium ihn zusammen mit 42 weiteren Beamten, 2020 sanktionierte das amerikanische Finanzministerium ihn für seine Zusammenarbeit mit dem Maduro-Regime.

## Forderungen
1. Die PGR wird ein Grundpfeiler des venezolanischen Rechts und der Justiz sein.
2. Sie wird daran arbeiten, die Zwangsmaßnahmen, die in den letzten 6 Jahren gegen Venezuela angewendet wurden, aufzuheben.
3. Sie wird Maßnahmen vorschlagen, um den Auswirkungen der sogenannten Sanktionen entgegenzuwirken.
4. Sie wird Ideen zur Beschleunigung der Institutionalisierung des venezolanischen Staates vorschlagen.